# Scherma ai Giochi della VIII Olimpiade - Spada individuale maschile
La competizione della spada individuale maschile  di scherma ai Giochi della VIII Olimpiade si tenne nei giorni 10 e 11 luglio 1924 presso lo stadio di Colombes a Parigi

## Risultati
La gara si è svolta con eliminatorie, quarti di finale, semifinali e finali con gli schermidori che si affrontavano in gironi con assalti a una sola stoccata. In caso di parità di stoccate si disputava uno spareggio.

### 1 Turno
Si disputò il 10 luglio. 7 gruppi, i primi sei classificati avanzarono ai quarti di finale.
| Pos. | Concorrente               | Nazione     | V | S |
| ---- | ------------------------- | ----------- | - | - |
| 1    | Ernest Gevers             | Belgio      | 6 | - |
| 1    | Gustaf Lindblom           | Svezia      | 6 | - |
| 3    | Frederico Paredes         | Portogallo  | 5 | - |
| 3    | George Calnan             | Stati Uniti | 5 | - |
| 3    | Joseph Misrahi            | Egitto      | 5 | - |
| 6    | Pieter van Boven          | Paesi Bassi | 4 | 2 |
| 7    | Konstantinos Nikolopoulos | Grecia      | 4 | 1 |
| 8    | Viggo Stilling-Andersen   | Danimarca   | 4 | 0 |
| 9    | Johan Falkenberg          | Norvegia    | 3 | - |
| 10   | Carlos Miguel             | Spagna      | 1 | - |

| Pos. | Concorrente            | Nazione     | V | S |
| ---- | ---------------------- | ----------- | - | - |
| 1    | Nils Hellsten          | Svezia      | 8 | - |
| 2    | Renzo Compagna         | Italia      | 7 | - |
| 3    | Léon Tom               | Belgio      | 5 | 2 |
| 3    | Mário de Noronha       | Portogallo  | 5 | 2 |
| 3    | Tryfon Triantafyllakos | Grecia      | 5 | 2 |
| 3    | Wouter Brouwer         | Paesi Bassi | 5 | 2 |
| 7    | Héctor Belo            | Uruguay     | 5 | 1 |
| 8    | Félix de Pomés         | Spagna      | 3 | - |
| 9    | Frithjof Lorentzen     | Norvegia    | 1 | - |
| 10   | Ahmed Hassanein        | Egitto      | 0 | - |

| Pos. | Concorrente           | Nazione        | V | S |
| ---- | --------------------- | -------------- | - | - |
| 1    | Charles Delporte      | Belgio         | 7 | - |
| 2    | Virgilio Mantegazza   | Italia         | 6 | - |
| 2    | Charles Biscoe        | Gran Bretagna  | 6 | - |
| 4    | George Breed          | Stati Uniti    | 5 | - |
| 4    | Carl Gripenstedt      | Svezia         | 5 | - |
| 6    | Krikor Agathon        | Egitto         | 4 | 1 |
| 7    | Domingo Mendy         | Uruguay        | 4 | 0 |
| 8    | Constantin Antoniades | Svizzera       | 3 | - |
| 9    | Miguel Zabalza        | Spagna         | 2 | - |
| 9    | Josef Jungmann        | Cecoslovacchia | 2 | - |

| Pos. | Concorrente         | Nazione        | V | S |
| ---- | ------------------- | -------------- | - | - |
| 1    | Roger Ducret        | Francia        | 5 | - |
| 1    | Pedro Nazar         | Argentina      | 5 | - |
| 1    | Robert Frater       | Gran Bretagna  | 5 | - |
| 4    | Frédéric Fitting    | Svizzera       | 4 | - |
| 5T   | Paul Anspach        | Belgio         | 3 | - |
| 5T   | Conrado Rolando     | Uruguay        | 3 | - |
| 7T   | Eduardo Alonso      | Cuba           | 1 | - |
| 7T   | Theodoros Foustanos | Grecia         | 1 | - |
| 9    | Josef Javůrek       | Cecoslovacchia | 0 | - |

| Pos. | Concorrente      | Nazione       | V | S |
| ---- | ---------------- | ------------- | - | - |
| 1    | Eugène Empeyta   | Svizzera      | 6 | - |
| 2    | Armand Massard   | Francia       | 5 | - |
| 2    | Allan Milner     | Stati Uniti   | 5 | - |
| 2    | Ivan Osiier      | Danimarca     | 5 | - |
| 5    | Luis Lucchetti   | Argentina     | 4 | 1 |
| 5    | Martin Holt      | Gran Bretagna | 4 | 1 |
| 7    | Ramíro Mañalich  | Cuba          | 4 | 0 |
| 8    | Salvador Quesada | Cuba          | 1 | - |
| 9    | Santos Ferreira  | Uruguay       | 0 | - |

| Pos. | Concorrente            | Nazione        | V | S |
| ---- | ---------------------- | -------------- | - | - |
| 1    | Émile Cornereau        | Francia        | 7 | - |
| 2    | Rui Mayer              | Portogallo     | 4 | - |
| 2    | Wenceslao Paunero      | Argentina      | 4 | - |
| 2    | Sigurd Akre-Aas        | Norvegia       | 4 | - |
| 2    | Peter Ryefelt          | Danimarca      | 4 | - |
| 2    | Willem van Blijenburgh | Paesi Bassi    | 4 | - |
| 7    | Arthur Lyon            | Stati Uniti    | 3 | - |
| 8    | Robert Montgomerie     | Gran Bretagna  | 2 | - |
| 8    | Jan Tille              | Cecoslovacchia | 2 | - |

| Pos. | Concorrente        | Nazione     | V | S |
| ---- | ------------------ | ----------- | - | - |
| 1    | Domingo García     | Spagna      | 8 | - |
| 2    | Ramón Fonst        | Cuba        | 7 | - |
| 3    | Georges Buchard    | Francia     | 5 | - |
| 3    | Raoul Heide        | Norvegia    | 5 | - |
| 3    | Henri Jacquet      | Svizzera    | 5 | - |
| 6    | Bror Lagercrantz   | Svezia      | 4 | 1 |
| 7    | Jan de Beaufort    | Paesi Bassi | 4 | 0 |
| 8    | António de Menezes | Portogallo  | 2 | - |
| 9    | Francisco Bollini  | Argentina   | 2 | - |
| 10   | Jens Berthelsen    | Danimarca   | 2 | - |

### Quarti di finale
Si disputarono il 10 luglio. 4 gruppi, i primi sei classificati avanzarono alle semifinali.
| Pos. | Concorrente       | Nazione       | V | S |
| ---- | ----------------- | ------------- | - | - |
| 1    | Charles Delporte  | Belgio        | 7 | - |
| 1    | Domingo García    | Spagna        | 7 | - |
| 1    | Luis Lucchetti    | Argentina     | 7 | - |
| 1    | Raoul Heide       | Norvegia      | 7 | - |
| 5    | Ivan Osiier       | Danimarca     | 6 | - |
| 6    | Roger Ducret      | Francia       | 5 | - |
| 7    | Gustaf Lindblom   | Svezia        | 4 | - |
| 8    | Frederico Paredes | Portogallo    | 3 | - |
| 8    | George Calnan     | Stati Uniti   | 3 | - |
| 8    | Krikor Agathon    | Egitto        | 3 | - |
| 11   | Martin Holt       | Gran Bretagna | 2 | - |

| Pos. | Concorrente      | Nazione     | V | S |
| ---- | ---------------- | ----------- | - | - |
| 1    | Carl Gripenstedt | Svezia      | 7 | - |
| 1    | Ramón Fonst      | Cuba        | 7 | - |
| 3    | Henri Jacquet    | Svizzera    | 6 | - |
| 3    | Léon Tom         | Belgio      | 6 | - |
| 5    | Émile Cornereau  | Francia     | 5 | - |
| 6    | Peter Ryefelt    | Danimarca   | 4 | - |
| 7    | Rui Mayer        | Portogallo  | 3 | - |
| 8    | Pedro Nazar      | Argentina   | 2 | - |
| 8    | Wouter Brouwer   | Paesi Bassi | 2 | - |
| 10   | George Breed     | Stati Uniti | 1 | - |

| Pos. | Concorrente            | Nazione       | V | S |
| ---- | ---------------------- | ------------- | - | - |
| 1    | Frédéric Fitting       | Svizzera      | 9 | - |
| 2    | Renzo Compagna         | Italia        | 7 | - |
| 3    | Mário de Noronha       | Portogallo    | 6 | - |
| 3    | Paul Anspach           | Belgio        | 6 | - |
| 5    | Allan Milner           | Stati Uniti   | 5 | - |
| 6    | Armand Massard         | Francia       | 4 | 2 |
| 7    | Willem van Blijenburgh | Paesi Bassi   | 4 | 1 |
| 8    | Conrado Rolando        | Uruguay       | 4 | 0 |
| 9    | Tryfon Triantafyllakos | Grecia        | 3 | - |
| 10   | Bror Lagercrantz       | Svezia        | 2 | - |
| 10   | Robert Frater          | Gran Bretagna | 2 | - |

| Pos. | Concorrente         | Nazione       | V | S |
| ---- | ------------------- | ------------- | - | - |
| 1    | Ernest Gevers       | Belgio        | 6 | - |
| 1    | Georges Buchard     | Francia       | 6 | - |
| 1    | Eugène Empeyta      | Svizzera      | 6 | - |
| 1    | Nils Hellsten       | Svezia        | 6 | - |
| 1    | Virgilio Mantegazza | Italia        | 6 | - |
| 6    | Charles Biscoe      | Gran Bretagna | 4 | 2 |
| 7    | Joseph Misrahi      | Egitto        | 4 | 1 |
| 8    | Sigurd Akre-Aas     | Norvegia      | 4 | 0 |
| 9    | Pieter van Boven    | Paesi Bassi   | 1 | - |
| 10   | Wenceslao Paunero   | Argentina     | 0 | - |

### Semifinali
Si disputarono l'11 luglio. 2 gruppi, i primi sei classificati avanzarono alla finale.
| Pos. | Concorrente      | Nazione    | V | S |
| ---- | ---------------- | ---------- | - | - |
| 1    | Léon Tom         | Belgio     | 7 | - |
| 2    | Charles Delporte | Belgio     | 6 | - |
| 2    | Renzo Compagna   | Italia     | 6 | - |
| 2    | Émile Cornereau  | Francia    | 6 | - |
| 2    | Nils Hellsten    | Svezia     | 6 | - |
| 2    | Roger Ducret     | Francia    | 6 | - |
| 7    | Luis Lucchetti   | Argentina  | 5 | - |
| 7    | Mário de Noronha | Portogallo | 5 | - |
| 7    | Raoul Heide      | Norvegia   | 5 | - |
| 10   | Henri Jacquet    | Svizzera   | 4 | - |
| 10   | Ivan Osiier      | Danimarca  | 4 | - |
| 12   | Frédéric Fitting | Svizzera   | 3 | - |

| Pos. | Concorrente         | Nazione       | V | S |
| ---- | ------------------- | ------------- | - | - |
| 1    | Virgilio Mantegazza | Italia        | 9 | - |
| 2    | Armand Massard      | Francia       | 7 | - |
| 2    | Georges Buchard     | Francia       | 7 | - |
| 4    | Paul Anspach        | Belgio        | 6 | - |
| 5    | Peter Ryefelt       | Danimarca     | 5 | - |
| 6    | Ernest Gevers       | Belgio        | 4 | 5 |
| 7    | Carl Gripenstedt    | Svezia        | 4 | 3 |
| 7    | Charles Biscoe      | Gran Bretagna | 4 | 3 |
| 7    | Domingo García      | Spagna        | 4 | 3 |
| 7    | Eugène Empeyta      | Svizzera      | 4 | 3 |
| 7    | Ramón Fonst         | Cuba          | 4 | 3 |
| 12   | Allan Milner        | Stati Uniti   | 4 | 1 |

### Finale
Si disputò l'11 luglio.
| Pos.    | Concorrente         | Nazione   | V | S1 | S2 |
| ------- | ------------------- | --------- | - | -- | -- |
| Oro     | Charles Delporte    | Belgio    | 8 | -  |    |
| Argento | Roger Ducret        | Francia   | 7 | 2  | 1  |
| Bronzo  | Nils Hellsten       | Svezia    | 7 | 2  | 0  |
| 4       | Émile Cornereau     | Francia   | 7 | 1  | 1  |
| 5       | Armand Massard      | Francia   | 7 | 1  | 0  |
| 6       | Virgilio Mantegazza | Italia    | 6 | -  |    |
| 7       | Georges Buchard     | Francia   | 5 | -  |    |
| 7       | Léon Tom            | Belgio    | 5 | -  |    |
| 9       | Peter Ryefelt       | Danimarca | 4 | -  |    |
| 9       | Paul Anspach        | Belgio    | 4 | -  |    |
| 11      | Renzo Compagna      | Italia    | 2 | -  |    |
| 12      | Ernest Gevers       | Belgio    | 1 | -  |    |